# Ariadna barbigera
Ariadna barbigera là một loài nhện trong họ Segestriidae.
Loài này thuộc chi Ariadna. Ariadna barbigera được Eugène Simon miêu tả năm 1905.